# Гросботен
Гросботен (њем. Großbothen) општина је у њемачкој савезној држави Саксонија. Једно је од 41 општинског средишта округа Лајпциг. Према процјени из 2010. у општини је живјело 3.502 становника. Посједује регионалну шифру (AGS) 14729180.

## Географски и демографски подаци
Гросботен се налази у савезној држави Саксонија у округу Лајпциг. Општина се налази на надморској висини од 133 метра. Површина општине износи 33,9 km². У самом мјесту је, према процјени из 2010. године, живјело 3.502 становника. Просјечна густина становништва износи 103 становника/km².

## Међународна сарадња
| Мјесто     | Држава               | Врста сарадње | Од    |
| ---------- | -------------------- | ------------- | ----- |
| Брон       | Француска            | партнерство   | 1971. |
| Талавера   | Шпанија              | пријатељство  | 1994. |
| Камбернолд | Уједињено Краљевство | контакт       | 1994. |
| Извор      |                      |               |       |